# Marie Sollberger
Marie Sollberger (* 3. Mai 1846 in Herzogenbuchsee; † 28. November 1917 ebenda) war eine schweizerische Landwirtstochter. Sie gilt als Pionierin des schweizerischen Blauen Kreuzes, einer Organisation für Selbsthilfe bei Suchtkrankheiten.
Sollbergers Eltern waren der Landwirt Urs Johannes Sollberger und Anna Sollberger, geborene Bösinger. Der Vater und ihre drei Geschwister starben früh.
1884 gründete sie den Blaukreuzverein Herzogenbuchsee, in dem sie sich aufgrund ihrer starken christlichen Prägung gegen Alkoholismus engagierte. 1892 richtete sie in ihrem Haus eine „Trinkerinnen-Heilstätte“, die erste Klinik für suchtkranke Frauen in der Schweiz ein, in der bis 1917 500 Frauen behandelt wurden.
Es handelt sich um die bis heute bestehende Klinik Wysshölzli.
Die Klinik wurde nach dem Tod Sollbergers in die Genossenschaft Wysshölzli überführt, die 2013 in die Klinik Wysshölzli, Marie-Sollberger-Stiftung umgewandelt wurde.